# Beilouguet Litame
Beilouguet Litame è uno degli otto comuni del dipartimento di Maghama, situato nella regione di Gorgol in Mauritania. Contava 2.366 abitanti nel censimento della popolazione del 2000.